# Steffeshausen

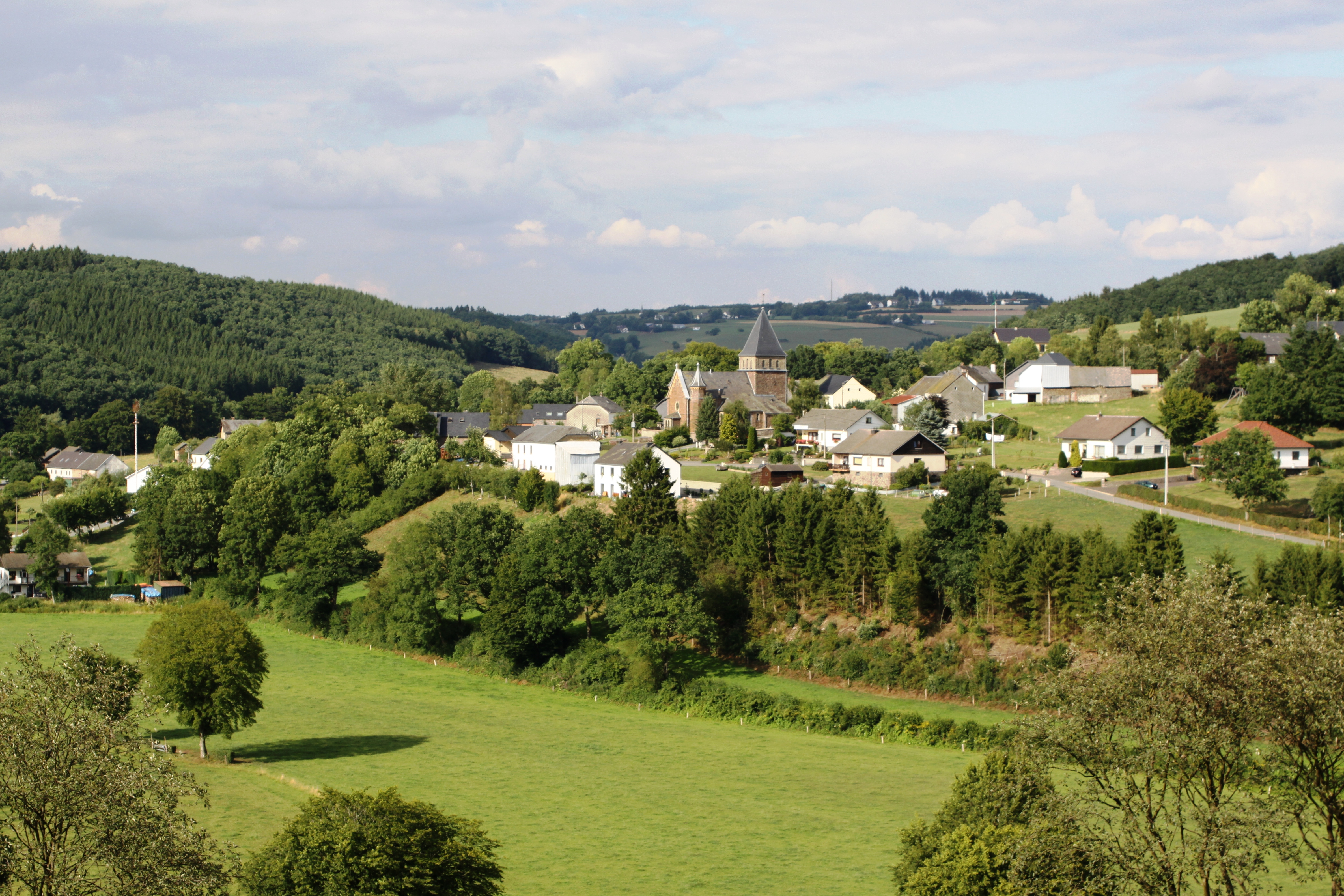
Steffeshausen von Weweler aus gesehen (August 2010)

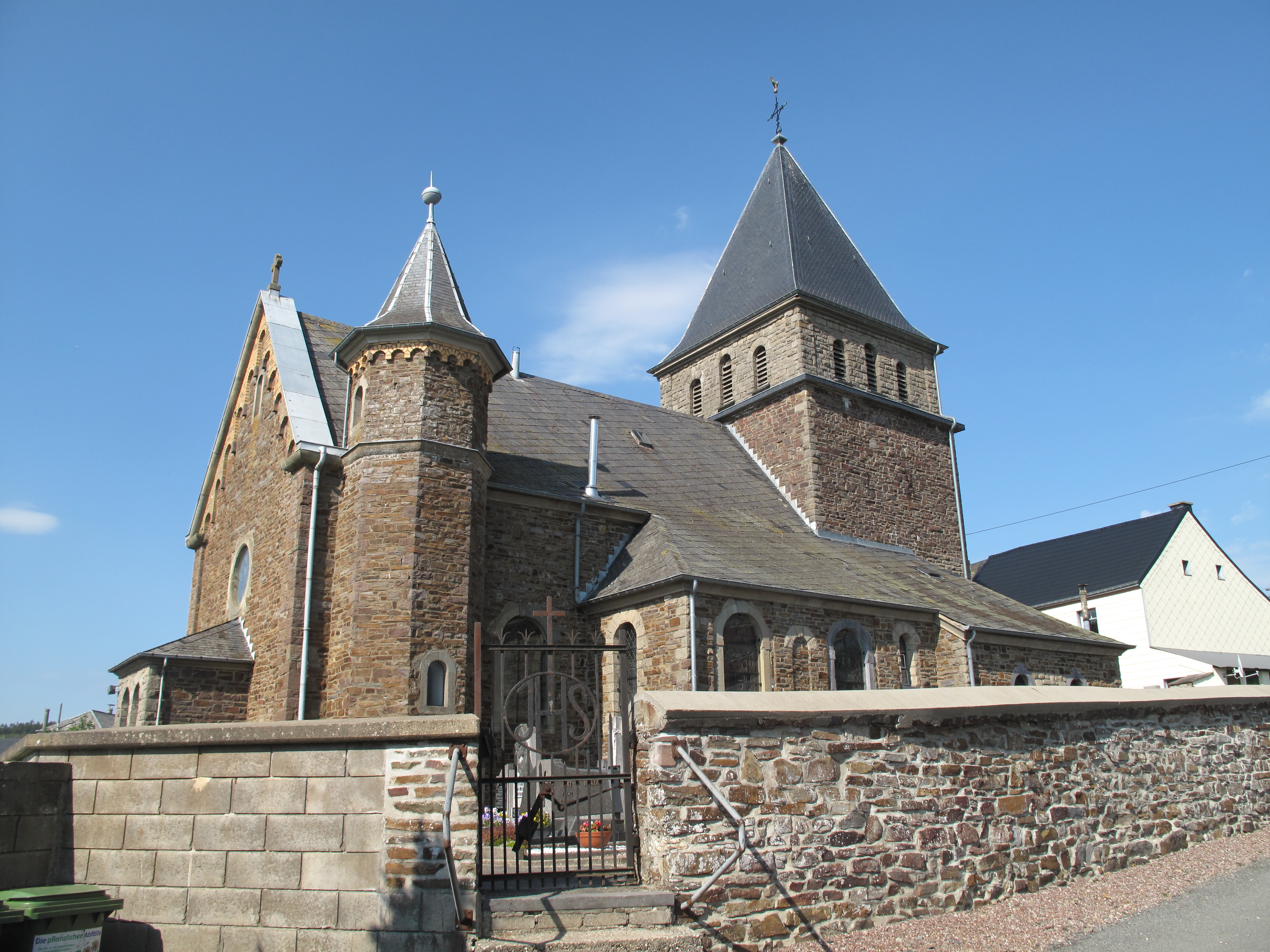
Pfarrkirche St. Petrus

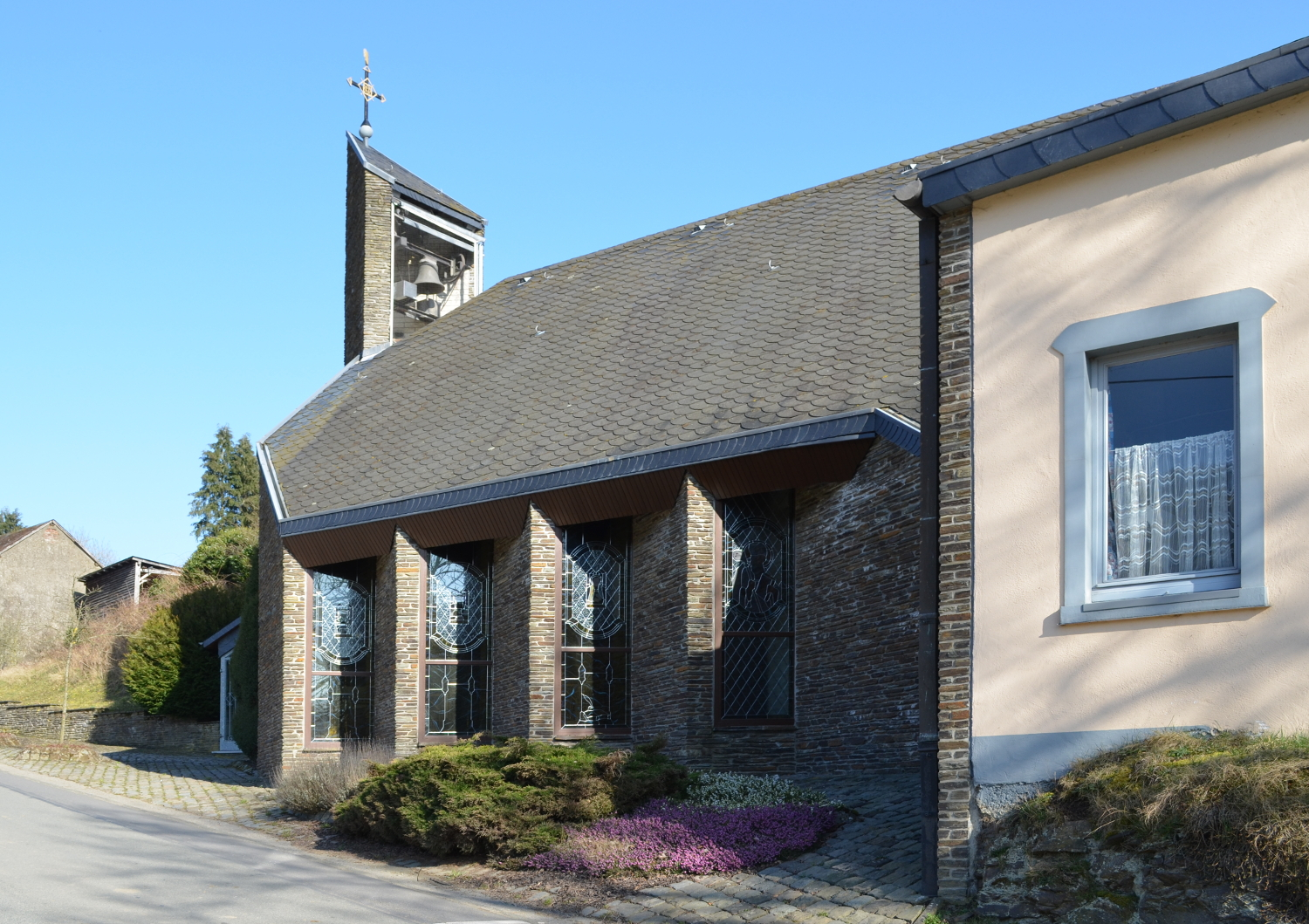
Herz-Jesu-Kirche

Steffeshausen ist ein Dorf in der belgischen Eifel mit 122 Einwohnern (Stand am 31. Dezember 2019), das zur Gemeinde Burg-Reuland in der Deutschsprachigen Gemeinschaft gehört.

## Geografie
Steffeshausen liegt im Ourtal östlich des Flusses.

## Geschichte
Steffeshausen hat seinen Namen vermutlich von den ehemaligen Herren von Steffeshausen erhalten. Erstmals erwähnt wird der Ort 1214 im Namen des „Verric de Stevenshusen“. Bemerkenswert ist Steffeshausen u. a. aufgrund der Tatsache, dass das kleine Dorf über zwei Kirchen verfügt. Die Pfarrkirche St. Petrus war wohl bereits im 12. Jahrhundert vorhanden, wurde 1565 umgebaut und 1776 um eine Sakristei erweitert. 1891 wurde die Kirche erneut vergrößert. Dazu wurde die Westseite um drei Meter verlängert und mit zwei Türmchen (Treppe zur Orgelbühle und Taufkapelle) ausgestattet. Ihr heutiges Aussehen erhielt die Kirche im Jahre 1935. Erst Ende des 20. Jahrhunderts wurde auf Initiative von Pfarrer Paul Schoonbroodt die Herz-Jesu-Kirche gebaut und 1991 geweiht.

## Steinbruch

Fossilienfund aus dem Steinbruch bei Steffeshausen

Unweit von Steffeshausen an der Abfahrt zum ehemaligen Reuländer Bahnhof befindet sich ein Steinbruch, in dem sich Fossilien aus dem Devon finden lassen. In dieser Periode innerhalb des Paläozoikums war die Region von einem Flachmeer bedeckt.

## Persönlichkeiten
- Paul Schoonbroodt (1933–2012), von 1970 bis 2012 als Priester in Steffeshausen tätig